# Feridun Şavlı
Feridun Şavlı (* 6. August 1953 in Burdur; † 19. April 1995 in Istanbul) war ein türkischer Schauspieler. Er absolvierte die Istanbul Technical Textile High School. Er war bekannt für seine Rolle als Domdom Ali in der Filmreihe Hababam Sınıfı  und wurde einer der unverzichtbaren Schauspieler dieser Arbeit. Er hatte zuerst einen Autounfall, verlor dadurch einen Arm und starb einige Jahre später nach einem Herzinfarkt.

## Filmografie
- 1975: Sınıfta Şenlik
- 1975: Hababam Sınıfı
- 1975: Hababam Sınıfı Sınıfta Kaldı
- 1976: Hababam Sınıfı Uyanıyor
- 1977: Hababam Sınıfı Tatilde
- 1978: Hababam Sınıfı Dokuz Doğuruyor
- 1978: Neşeli Günler
- 1978: Yüz Numaralı Adam
- 1993: Umut Taksi (TV dizisi)